# 渡辺未優 (アーティスト)
渡辺 未優（わたなべ みゆ、2007年〈平成19年〉5月14日 - ）は、日本のアーティスト、女優、歌手。
lovely²の元メンバー。

## 来歴
2018年、LDH JAPAN主催のTHE GIRLS AUDITIONに参加。
2020年7月から、ガールズ×戦士シリーズ第4作となる「ポリス×戦士 ラブパトリーナ!」に愛羽ツバサ/ラブパトピンク役で出演し 、同番組から派生したユニット・lovely²のメンバーとして2021年6月30日まで活動した。
2022年、mystaにて実施されたK-POP グローバルガールズグループオーディションに参加し最終審査に合格。
2023年、PRODUCE 101 JAPAN THE GIRLSの練習生として参加。第1回順位発表で脱落し、最終順位は54位だった。

## 出演

### テレビ
- ガールズ×戦士シリーズ （テレビ東京）
  - ポリス×戦士 ラブパトリーナ!（2020年7月26日 -2021年6月27日 、テレビ東京） - 愛羽ツバサ/ラブパトピンク役
  - ビッ友×戦士 キラメキパワーズ! - 愛羽ツバサ/ラブパトピンク 役　
    - 第7話（2021年8月22日）

#### テレビアニメ
- トミカ絆合体 アースグランナー第51話（2021年3月28日、テレビ大阪） - 愛羽ツバサ/ラブパトピンク役（ゲスト出演）[6]

### 映画
- 劇場版 ひみつ×戦士 ファントミラージュ! 〜映画になってちょーだいします〜（2020年7月23日） - 役
- 劇場版 ポリス×戦士 ラブパトリーナ! ～怪盗からの挑戦！ ラブでパパッとタイホせよ！～（2021年5月21日） - 愛羽ツバサ/ラブパトピンク役[7]

### Web配信番組
- K-POP グローバルガールズグループオーディション（2023年4月、AbemaTV）
- PRODUCE 101 JAPAN THE GIRLS（2023年10月5日 - 11月2日、Lemino）